# Касандра Кантакузин
Касандра Кантакузино (рођена 1683 — умрла 11. мај 1713. године, Москва) била је једна од ћерки војводе Шербана Кантакузина, господара Влашке (1678-1688), удата 1699. године, за Димитрија Кантемира, господара Молдавије (1717-10. март 1710.).
Била је мајка Марије Кантемир, Смаранде Кантемир, Константина Кантемира, Шербана Кантемира и Антиоха Димитријевича Кантемира.
Сахрањена је у манастиру „Св. Никола“ у Москви.